# ロングアイランド・ネッツ
ロングアイランド・ネッツ（Long Island Nets）は、NBAゲータレード・リーグ（Gリーグ）に加盟しているプロバスケットボールチームである。本拠地はアメリカ合衆国ニューヨーク州ナッソー郡。ブルックリン・ネッツ傘下。アリーナはナッソー・ベテランズ・メモリアル・コロシアム。

## 歴代所属選手
- アンソニー・ベネット
- ヨギ・フェレル
- ジャナン・ムサ
- ジャスティン・アンダーソン
- オシェイ・ブリセット
- クリス・チオーザ
- ケスラー・エドワーズ
- ヘンリー・エレンソン
- キリアン・ヘイズ
- ロディオンス・・クルークス
- アラン・ウィリアムズ
- ダリク・ホワイトヘッド
- アイザイア・ホワイトヘッド
- トレベオン・グラハム
- キーファー・サイクス
- レジー・ペリー
- エリー・オコボ
- アキル・ミッチェル
- ジョーダン・マクラフリン
- ソン・メイカー
- ティモテー・ルワウ＝キャバロ
- 崔永熙
- テオ・ピンソン
- オカロ・ホワイト
- ジェイコブ・ワイリー
- ジェームズ・ウェブ3世
- タイロン・ウォーレス

## 脚註
1. ↑  Isada, Keith (2016年3月24日). “Long Island Nets Unveil Logo And Uniform For Inaugural Season”. NBA Media Ventures, LLC 2018年5月14日閲覧。
2. ↑  “Long Island Nets Reproduction Guideline Sheet”.   NBA Properties, Inc.. 2017年8月30日閲覧。
3. ↑  “Long Island Nets Name Matt Riccardi General Manager & Shaun Fein Head Coach”. NBA Media Ventures, LLC. (2019年9月5日) 2019年9月19日閲覧。